# مانويل براغا
مانويل براغا هو لاعب رماية برازيلي، (ولد في ريو دي جانيرو في البرازيل 1902 – 1955 م).

## وصلات خارجية
- مانويل براغا على موقع أوليمبيديا (الإنجليزية)